# 川野芽唯
川野 芽唯（かわの めい、1986年3月25日 - ）は、福岡県飯塚市出身、沖縄県在住の競艇選手。登録番号4433。身長164cm。血液型AB型。100期。福岡支部所属。同期に松尾昂明、青木玄太、鎌倉涼、平高奈菜らがいる。

## 来歴
- やまと競艇学校を経て（リーグ勝率3.93、準優出2、優出1）2007年5月8日若松競艇場・一般戦（日本トーター杯争奪戦）でデビュー(4艇完走のうちの4着)。
- 2009年1月18日、若松競艇場での「JALナイトクイーンカップ」最終日1Rで初勝利（183走目）。
- 2010年12月28日、児島競艇場でのG3女子リーグ第15戦「第23回瀬戸の女王決定戦」で初優勝。
- 2015年8月5日、丸亀競艇場でのプレミアムGI第29回レディースチャンピオン2日目11RにてG1初勝利。2コースから同期の平高奈菜や鎌倉涼らをまくっての勝利だった。12月31日福岡競艇場でのプレミアムGIクイーンズクライマックスで優勝。ここでも平高や鎌倉とともに優勝戦に進出した。なお、この時の決まり手は1号艇の三浦永理がフライングとなったため恵まれであった。
- 2016年、平和島競艇場でのSGボートレースクラシックで賞金女王からSG初出場。
- 2017年6月25日、若松競艇場での「ヴィーナスシリーズ第5戦マクール杯ナイトプリンセスカップ」で自身初の完全優勝を達成。

## 人物
- 趣味はソフトボール。ドミノ倒し。
- ペラグループは筑豊軍団に所属。
- スタートにムラがあるが、捲り差しで初優勝を決めている選手である。2014年前期はA2級に昇格したものの、インからの勝利はゼロであった。しかしながら後期には安定感が増し、自身3度目の優勝となる「ヴィーナスシリーズ第7戦びわこプリンセスカーニバル」では、準優、優勝戦と堂々の逃げ切りを決めての優勝であった。